# Списак познатих Срба у Канади
Ово је списак истакнутих Срба у Канади, односно истакнутих канадских држављана српског порекла.

## Уметност и забава
- Миле Агатоновић Ага, певач народне музике
- Алекс Лајфсон, рок гитариста
- Стана Катић, холивудска глумица
- Дан Петронијевић, канадски глумац
- Нина Кири, холивудска глумица
- Емилија Баранац, холивудска глумица
- Лолита Давидовић, холивудска глумица
- Мајк Допуђ, холивудски глумац
- Луиђи вон Кунић, диригент, оснивач Симфонијског оркестра из Торонта
- Ана Соколовић, композитор
- Саша Радуловић, награђивани архитекта
- Бојана Сенталер, модни креатор
- Ајви Џенкинс, метал басиста, модни дизајнер
- Тијана Арнаутовић, Мис Канаде 2004.
- Браца Бонифације, уметник
- Виктор Митић, уметник
- Александар Зоњић, флаутиста, музички радио водитељ
- Филип Ђокић, виолиниста, диригент
- Дениз Ђокић, виолончелиста
- Весна Перуновић, визуелна уметница
- Лили Оташевић, вајар, уметница
- Алекс Пауновић, холивудски глумац

## Медији и књижевност
- Бен Малруни, телевизијски водитељ
- Саша Петричић, награђивани новинар
- Јелена Аџић, репортерка
- Борис Спремо, награђивани фоторепортер
- Алекс Михаиловић, телевизијски новинар
- Брајан Лајнхен, телевизијски водитељ
- Огден Гавански, филмски продуцент
- Драган Тодоровић, новинар, аутор
- Аница Нонвеје, новинар, писац, продуцент
- Борис Малагурски, режисер документарних филмова, продуцент
- Адам Прибићевић, новинар, писац, политичар
- Душан Петричић, илустратор и карикатуриста (Торонто Стар, Њујорк Тајмс)
- Првослав Вујчић, књижевник
- Нина Буњевац, карикатуриста

## Академија и политика
- Мила Малруни, супруга Брајана Малрунија (18. премијера Канаде)
- Керолајн Малруни, политичарка
- Боб Братина, политичар, радио водитељ
- Том Ракочевић, политичар
- Маја Водановић, политичарка
- Џоди Митић, политичар, мотивациони говорник за ветеране
- Стево Тодорчевић, математичар, професор Универзитета у Торонту, члан Краљевског друштва Канаде
- Слободан Симоновић, научник и академик
- Милош Младеновић, професор на универзитету, политички стручњак
- Софија Шкорић, библиотекар, активиста и суоснивач Српске националне академије
- Миодраг Којадиновић, писац, стручњак за родне/ЛГБТ студије
- Гордана Лазаревић, музиколог, шеф одсека Универзитета Викторија[1]
- Весна Милошевић-Здјелар, астрофизичар, научни педагог
- Радоје Кнежевић, члан групе која је организовала Југословенски државни удар 27. марта 1941. године
- Иван Авакумовић, професор Универзитета Британске Колумбије

## Војска
- Николас Рибић, добровољац Војске Републике Српске током рата у БиХ
- Џери Спасић, песник и добровољац Српске гарде

## Спорт

### Хокеј на леду
- Саша Лаковић, лево крило у хокеју на леду, НХЛ
- Милан Лучић, лево крило у хокеју на леду, НХЛ
- Петер Жежељ, центар за хокеј на леду, НХЛ
- Мик Вукота, десно крило хокејаша, НХЛ
- Саво Митровић, хокејаш
- Стан Смрке, хокејаш, НХЛ
- Адријен Плавшић, бранилац у хокеју на леду, НХЛ
- Алекс Петровић, бранилац у хокеју на леду
- Иван Болдирев, хокејаш, НХЛ
- Драган Кеса, хокејаш, НХЛ
- Милан Марчета, хокејаш, НХЛ, играо током плеј-офа Стенли купа 1967. године
- Даниел Вуковић, хокејаш
- Александар Анђелић, тренер хокеја на леду
- Тајлер Граовац, хокејаш
- Рафи Торес, хокејаш

### Тенис
- Милош Раонић, тенисер
- Данијел Нестор, тенисер
- Франк Данчевић, тенисер

### Фудбал (ЦФЛ)
- Боб О'Биловић, фудбалер ЦФЛ-а, извршни директор и тренер ЦФЛ-а
- Ник Бастаја, офанзивни играч ЦФЛ фудбала
- Крис Цветковић, фудбалер ЦФЛ
- Лу Живковић, фудбалер ЦФЛ-а
- Рој Јокановић, фудбалер ЦФЛ

### Фудбал
- Милован Бакић, фудбалер
- Мајк Стојановић, фудбалер
- Јован Благојевић, фудбалер
- Милан Божић, фудбалер
- Алекса Марковић, фудбалер
- Горан Мишчевић, фудбалер, тренер
- Дарко Колић, фудбалер, тренер
- Милош Коцић, фудбалски голман
- Милан Борјан, фудбалски голман
- Милован Капор, фудбалер
- Дејан Јаковић, фудбалер
- Ники Будалић, фудбалер, генерални директор
- Стефан Цебара, фудбалер
- Срђан Ђекановић, фудбалски голман
- Марко Алексић, фудбалер
- Бобан Кајго, фудбалер
- Никола Паунић, фудбалер
- Урош Стаматовић, фудбалер, тренер
- Стефан Митровић, фудбалер
- Стефан Карајовановић, фудбалер
- Лазар Стефановић, фудбалер

### Кошарка
- Мајк Брковић, кошаркаш
- Стефан Јанковић, кошаркаш
- Дејан Кравић, кошаркаш
- Лазар Којовић, кошаркаш
- Владимир Куљанин, кошаркаш
- Немања Митровић, кошаркаш
- Стефани Шкрба, кошаркаш

### Рвање и бокс
- Невен Пајкић, боксер тешке категорије
- Јелена Мрђеновић, боксерка, титула у супер полутешкој категорији
- Боб Божић, боксер тешке категорије
- Бронко Лубић, рвач, судија
- Џејмс Трифунов, рвач, представљао је Канаду на Олимпијским играма
- Ник Цвјетковић, професионални рвач
- Бранко Лупшић, професионални рвач

### Остали спортови
- Милан Вукадинов, мајстор шахиста
- Игор Жугић, шаховски шампион, канадски међународни мајстор шаха
- Смиља Вујошевић, шахисткиња
- Саша Паламаревић, ватерполиста
- Верица Бакоч, ватерполисткиња
- Рајан Радмановић, МЛБ играч бејзбола
- Зоран Косановић, стонотенисер
- Ненад Гајић, играч лакроса
- Ник Зоричић, такмичар у ски кросу
- Захари Плавшић, једриличар
- Љиљана Љубишић, параолимпијка
- Слободан Мисић-Бренда, рукометни тренер и аутор из Квебека
- Ненад Медић, покер играч
- Ели Сукунда, представљао је Канаду на Олимпијским играма у Монтреалу 1976. у мачевању
- Милош Костић, триатлонац
- Дени Мијовић, голф играч
- Џорџ Тинтор, веслач
- Никола Калинић, играч америчког фудбала

## Остало
- Ребека Мекдоналд (Убавка Митић), пословна жена
- Михајло Војнић, рудар, првобитни насељеник у Јукону, стогодишњак
- Бобан Стојановић, ЛГБТ заговорник
- Саша Радуловић, бизнисмен, софтверски инжењер, политичар
- Ник Борковић, судија Вишег суда, Хамилтон
- Паул вон Баић, фотограф портрета и дивљих животиња
- Георгије Ђокић, први епископ Српске православне епархије канадске
- Митрофан Кодић, актуелни епископ Српске православне епархије канадске
- Мирко Бибић, председник компаније BCE Inc.
- Марина Глоговац, председник Торонто стара
- Душан Зеленбаба, радиолог и бивши политичар